# غلكزة O

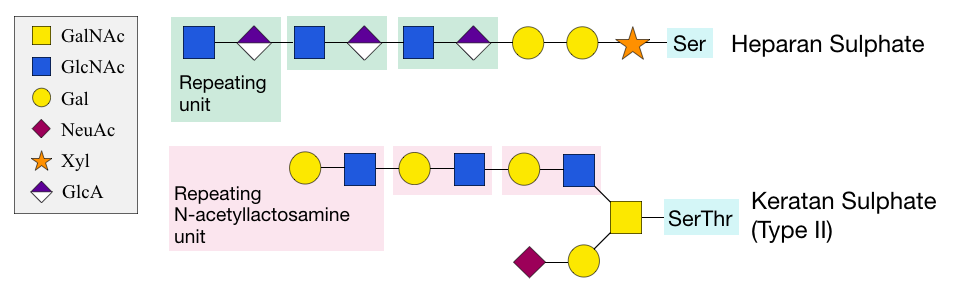
بنيتي كبريتات الهيباران وكبريتات الكيراتان المشكلتين عبر إضافة سكرَيْ زيلوز وN-أسيتيل-جالاكتوزأمين على التوالي لحمضي السيرين والثريونين في البروتينات.

الغلكزة المرتبطة بـO (بالإنجليزية: O-linked glycosylation)‏ هي ارتباط جزيئة سكر بذرة أكسجين الحمض الأميني سيرين أو ثريونين في البروتين. غلكزة O هي تعديل يحدث بعد الترجمة حين يتم تخليق البروتين. في حقيقيات النوى، تحدث غلكزة الأكسجين في الشبكة الإندوبلازمية وجهاز غولجي وأحيانا في السيتوبلازم، وفي بدائيات النوى تحدث في السيتوبلازم. يمكن أن تضاف عدة أنواع من السكر إلى السيرين أو الثريونين وتؤثر هذه السكريات على البروتين بعدة طرق مختلفة عبر تغيير استقراره وتنظيم نشاط البروتينات. تملك جليكانات الأكسجين -وهي سكريات تضاف إلى أكسجين السيرين أو الثريونين- عدة وظائف في مختلف أنحاء الجسم منها: نقل الخلايا في جهاز المناعة، السماح بالتعرف على المواد الأجنبية، التحكم في أيض الخلية وتوفير المرونة للغضروف والوتر. بسبب الوظائف المتعددة التي تملكها، التغيرات في غلكزة O مهمة في العديد من الأمراض مثل: السرطان، السكري ومرض آلزهايمر. تحدث غلكزة O في جميع نطاقات الحياة بما في ذلك حقيقيات النوى، العتائق والعديد من البكتيريا الممرضة مثل: بيركهولدرية بصلية جديدة، نيسرية بنية، وراكدة بومانية.